# ليندا كارول
ليندا كارول (بالإنجليزية: Linda Carroll)‏ هي كاتِبة أمريكية، ولدت في 7 أبريل 1944 في سان فرانسيسكو في الولايات المتحدة.